# Adolf Attenhofer
Adolf Attenhofer (* 14. Mai 1879 in Zürich; † 24. Dezember 1950 in Chur, katholisch, heimatberechtigt in Zurzach) war ein Schweizer Schriftsteller und Indologe.

## Leben
Adolf Attenhofer wurde am 14. Mai 1879 als Sohn des Bäckers Johann Chrysostomus Adolf Attenhofer in Zürich geboren. Attenhofer, der sich zunächst zum Primarlehrer ausbilden liess, belegte im Anschluss die Studien der Religionsgeschichte und der orientalischen Sprachen in Zürich, Genf, Paris, Berlin und München.
Seit 1920 wohnhaft in Chur, gründete er 1924 die Bündner Volkshochschule und unterrichtete zwischen 1929 und 1944 als Deutsch-, Latein- und Hebräischlehrer an der Kantonsschule. Adolf Attenhofer, der 1923 Catarina Zappa, die Tochter des Kaufmanns aus Zernez Antoni Lüzzi, heiratete, verstarb am 24. Dezember 1950 im Alter von 71 Jahren in Chur.

## Wirken
Adolf Attenhofer machte sich einen Namen als Verfasser mehrerer Gedichtsammlungen und für Laien verständlicher Lehrbücher.

## Werke (Auswahl)
- Ego ipsissimus. Gedichte. Dresden 1904.
- Allerlei Narrheiten. München-Schwabing 1907.
- Ephemeriden. Aarau 1910.
- Letzte Torheit, 1923
- Ausklang, 1939
- Was ist eigentlich Philosophie?, J & S Federmann Verlag, München 1949